# Pakistan na Letnich Igrzyskach Olimpijskich 1948
Pakistan na Letnich Igrzyskach Olimpijskich 1948 reprezentowało 35 zawodników, byli to tylko mężczyźni.

## Skład kadry

### Boks
- Allan Monteiro
  - waga kogucia - 17. miejsce

- Sydney Greve
  - waga piórkowa - 17. miejsce

- Anwar Pasha Turki
  - waga półśrednia - 17. miejsce

### Hokej na trawie
- Aziz Malik
- Mukhtar Bhatti
- Hamidullah Burki
- Ali Dara
- Milton D'Mello
- Abdul Hamid
- Abdul Ghafoor Khan
- Abdul Qayyum Khan
- Aziz-ur Rehman
- Niaz Khan
- Khawaja Muhammad Taqi
- Shahzada Khurram
- Masood Ahmed
- Anwar Baig
- Abdul Razzaq
- Syed Muhammad Salim
- Shazada Muhammad Shah-Rukh
- Mahmood-ul Hassan
- Remat Ullah Sheikh
  - drużynowo - 4. miejsce

### Kolarstwo
- Wazir Ali
  - wyścig indywidualny ze startu wspólnego - nie ukończył
  - 1 km ze startu zatrzymanego - 20. miejsce

- Muhammad Naqi Mallick
  - sprint - odpadł w eliminacjach

### Lekkoatletyka
- Muhammad Sharif Butt
  - bieg na 100 m - odpadł w eliminacjach
  - bieg na 200 m - odpadł w eliminacjach

- Mazar Ul-Haq Khan
  - bieg na 110 m przez płotki- odpadł w eliminacjach

- Mohsin Nazar Khan
  - bieg na 40 m przez płotki- odpadł w eliminacjach

- Nazar Muhammad Khan Malik
  - pchnięcie kulą - nie ukończył
  - rzut dyskiem - 26. miejsce

- Ahmed Zahur Khan
  - pchnięcie kulą - nie ukończył
  - rzut dyskiem - 26. miejsce

### Pływanie
- Anwar Aziz Chaudhry
  - 400 m stylem dowolnym - odpadł w eliminacjach
  - 1500 m stylem dowolnym - odpadł w eliminacjach

- Sultan Karim Ali
  - 400 m stylem dowolnym - odpadł w eliminacjach

- Jaffar Ali Shah
  - 100 m stylem grzbietowym - odpadł w eliminacjach

- Iftikhar Ahmed Shah
  - 200 m stylem grzbietowym - odpadł w eliminacjach

- Anwar Aziz Chaudhry, Jaffar Ali Shah, Iftikhar Ahmed Shah, Sultan Karim Ali
  - sztafeta 4 x 200 m stylem dowolnym - odpadli w eliminacjach

### Podnoszenie ciężarów
- Muhammad Iqbal Butt
  - waga półśrednia - 22. miejsce

- Muhammad Naqi Butt
  - waga ciężka - 15. miejsce